# Ricardo Bofill Taller de Arquitectura
Il Ricardo Bofill Taller de Arquitectura (RBTA) è uno studio di progettazione con sua sede in una fabbrica di cemento riconvertita a Barcellona, chiamata “La Fabrica”. El Taller si compone di un team di architetti, urbanisti, grafici ed economisti provenienti da più di venti paesi. Fino ad oggi, l'impresa ha più di mille progetti in quaranta paesi.

## Creazione
Ricardo Bofill fondò il Taller de Arquitectura nel 1963 creando una squadra di talenti provenienti da diverse discipline: architetti, ingegneri, pianificatori, sociologi, scrittori, cineasti e filosofi. L'impresa ha recuperato il know-how caratteristico dell'architettura tradizionale catalana, proponendo spazi che sfidavano le norme culturali, sociali e architetturali dell'epoca. Ricardo Bofill Taller de Arquitectura ha voluto risolvere problemi urbanistici locali nel contesto politico e sociale spagnolo. Nel contesto dei metodi standardizzati e dell'utilizzo del Modernismo per la ricostruzione massiva dei piani urbani e di alloggi del secondo dopo guerra, il lavoro del Taller si differenzia dall'approccio basico come viene definito dal Congrès Internationaux d'Architecture Moderne (CIAM). Il bisogno di avvicinarsi a progetti di larga scala portò El Taller a concepire una metodologia tanto specifica quanto organica, basata sulla formazione geometrica degli elementi nello spazio.

## Personale chiave

### Ricardo Bofill
Ricardo Bofill ha raggiunto nel 1963 l'impresa familiare, e ha creato il Ricardo Bofill Taller de Arquitectura. Sin dalla sua creazione ne è il direttore ed è il presidente dei numerosi uffici situati ovunque nel mondo. Nato nel 1939 a Barcellona, in Spagna, ha iniziato i suoi studi presso la Scuola di Architettura dell'Università di Barcellona ed è stato laureato alla Scuola di Ginevra. È membro onorario dell'AIA e ha ricevuto numerosi premi d'architettura in tutto il mondo. È inoltre autore di diverse opere tra cui Espaces d'une vie e L'Architecture des Villes.

### Peter Hodgkinson
Peter Hodgkinson è un architetto collaboratore che fa parte del Taller dal 1956. È nato in Inghilterra nel 1940 e si è laureato presso l'Architectural Academy a Londra. Vanta pubblicazioni in numerose riviste specializzate come AR, AD, Records e altre. Ha tenuto conferenze in Australia e in Sudafrica, oltre che in numerosi paesi europei. Il suo studio si è concentrato su tutte le fasciate della concettualizzazione del progetto architetturale. Nello specifico, ha maturato una grande esperienza nella risoluzione di problemi funzionali che implichino i flussi e la circolazione.

### Jean-Pierre Carniaux
Jean-Pierre Carniaux è un architetto che collabora con il Taller dal 1976. Fu il direttore dei vecchi uffici dell'Agenzia a New York City nel 1986. È nato in Francia nel 1951, ha studiato matematica presso l'Università di Parigi e architettura al Massachusetts Institute of Technology (MIT). I lavori di Jean-Pierre Carniaux degli ultimi quindici anni spaziano dal design del Teatro Nazionale di Catalunya, allo sviluppo a uso misto di 240 000 m² per il quartiere Antigone di Montpellier, dalla sede di Shiseido a Tokyo al design delle bottiglie di profumo per Christian Dior.
Ha partecipato alla progettazione del nuovo aeroporto di Barcellona, di un grattacielo di cinquanta piani a Chicago, e di un Palazzo dei Congressi a Madrid. Il suo lavoro l'ha portato a Mosca, Tokyo, New York, Montreal, Parigi e molte altre città francesi.

## La Fabrica

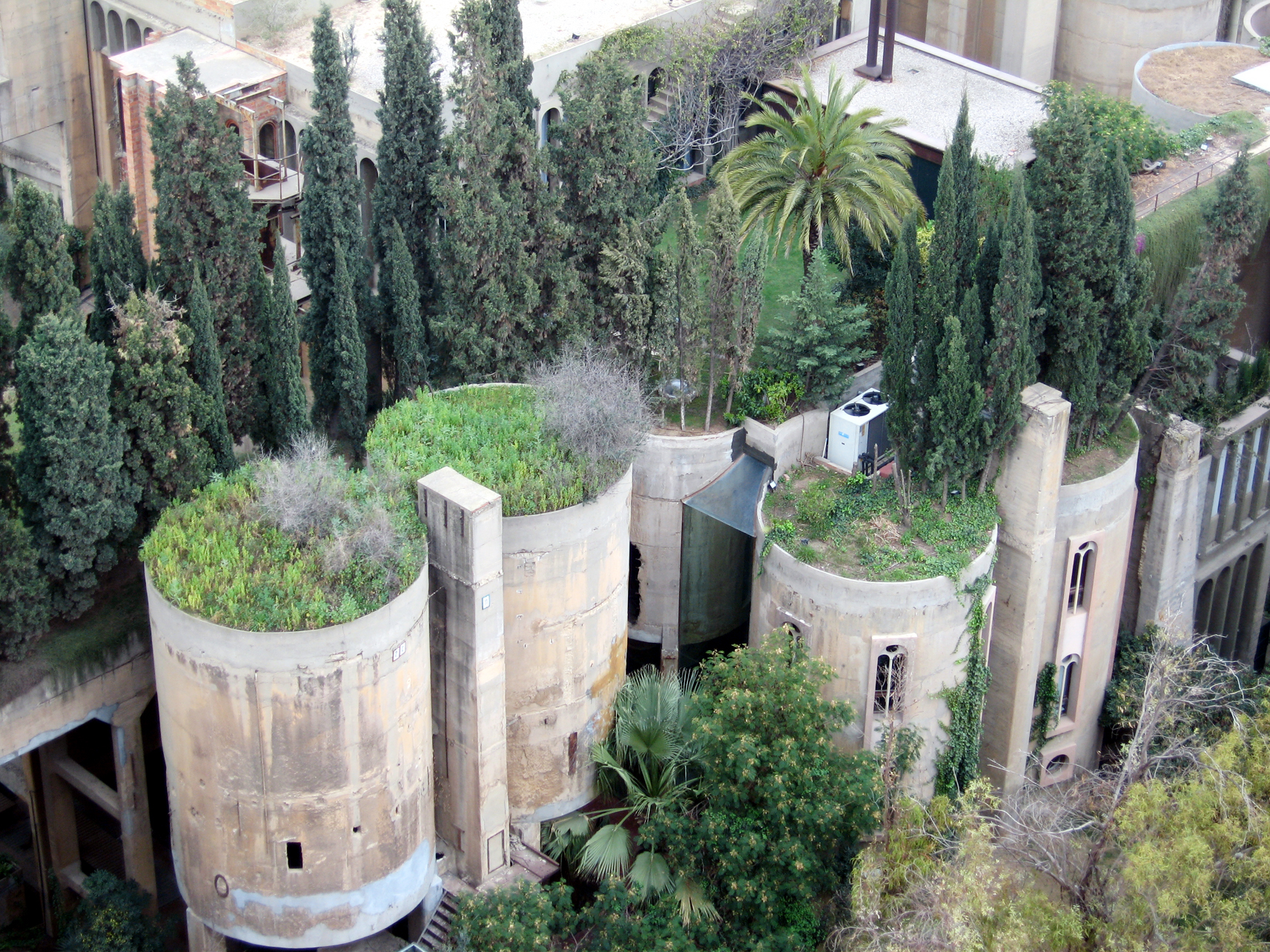
Taller d’Arquitectura Sant Just Desvern

La trasformazione della fabbrica in uno studio d'architettura applica un processo di distruzione come forma di creazione dello spazio. Numerosi elementi e strutture della vecchia zona industriale sono stati demoliti, facendo riapparire vecchie forme nascoste.
Quello che resta è una miscela ibrida di Memoria e di Futuro. Dagli otto silos rimasti sono stati ricavati uffici, archivi, un laboratorio di modelli, una libreria, una sala di proiezione e uno spazio gigantesco conosciuto come “La Cattedrale”, la quale è utilizzata per mostre, concerti ed eventi culturali legati alle attività professionali dell'architetto.
Dopo aver definito gli spazi, liberandoli dal cemento e circondandoli da un nuovo paesaggio, la tappa successiva è stata inventare un nuovo programma per l'utilizzo di questi spazi. Il progetto è una negazione pratica del funzionalismo: la funzione non ha creato la forma, ma ha dimostrato che ogni spazio può essere utilizzato per quello che l'architetto desidera.
Il progetto di rinnovazione ha incorporato diversi linguaggi architetturali; il neogotico Catalano ed elementi del Surrealismo che riflettono il passato industriale dell'edificio.
Oggi, “La Fabrica” è adibita a spazio di lavoro per El Taller: uffici e open space, zone di riunione ritirate e una residenza privata per Ricardo Bofill, il tutto circondato da numerosi giardini.

## Approccio

### Approccio generale
La metodologia di design specifica dell'impresa, formalizzata negli ultimi cinquant'anni, si concentra sul dialogo tra l'architetto, gli sviluppatori e i partner locali. Bofill rivendica che coinvolgendo tutte le parti interessate durante il processo, dall'inizio fino alla finalizzazione, i lavori di El Taller saranno definiti dai bisogni e desideri di quelli che li abitano. La metodologia singolare permette a El Taller di approcciare i progetti, siano essi di piccola o larga scala, con lo stesso rigore.
Un tema costante influenza il lavoro del Taller di Arquitectura di Ricardo Bofil, indipendentemente dal luogo, dal decennio o dalla tipologia – quello che l'impresa stessa chiama la “Memoria-Futuro”. Il suo lavoro è disegnato ispirandosi al passato, facendo riferimento alle storie locali, alle composizioni classiche, e/o ai metodi di costruzioni tradizionali, immaginando e innovando dal punto di vista stilistico ed editoriale per soddisfare i bisogni e i desideri della comunità che abiterà gli spazi. Il presente, la concezione di questi spazi, si trova tra l'introspezione e la prospezione – Memoria-Futuro.
L’utilizzo di una prospettiva storica nel suo approccio al design permette al team di avere un’analisi continua e un’interpretazione di una data cultura e della sua eredità culturale. In contrasto ai modelli di planning urbani Socialisti e di Le Corbusier urbanism, Il Ricardo Bofill Taller di Arquitectura propone un modello di città Mediterranee: questo è definito da una rete di spazi pubblici che collegano strade e piazze proporzionalmente normalizzate.
Nel suo libro “Spazi di una vita” Ricardo Bofill scrive, “ è essenziale recuperare la disciplina sviluppata durante la progettazione delle città del Risorgimento. Personalmente, sostegno una strategia di crescita urbanistica controllata, organizzata e correttamente pianificata (…) il mio coinvolgimento è sempre stato guidato dagli stessi principi – avere una città in linea con le idee di Ildefons Sardà, ingegnere civile che ha concepito lo stupendo quartiere di Barcellona dal pattern a scacchiera, conosciuto sotto il nome dell'Eixample. L'estensione urbana deve avere i suoi limiti e non deve, sotto il pretesto della continuità, annettere altre città. Il design urbano deve essere reintrodotto in quartieri esistenti isolando, preservando e rinnovando certe zone, trasformandole in vere comunità con centri commerciali, piazze, strade, facciate e ovviamente, limiti.”
La ricorrenza di città, a utilizzo-misto nei loro lavori, con quello che l'impresa chiama “urbanismo integrato”, sottolinea la forte convinzione di El Taller che una città appartiene ed è condivisa in modo equo tra tutte le classi socio-economiche.

### Gli anni '60 e '70 (Regionalismo critico)
I lavori più vecchi di El Taller sono caratterizzati da un'architettura vernacolare, facendo riferimento alla tradizione catalana. È così anche la residenza ibizenca di Bofill, posizionata vicino al mare, è caratterizzata dall'utilizzo di materiali e metodi di costruzione locali: questa strategia architetturale applica una logica geometrica nell'organizzazione degli elementi nello spazio. Sviluppato prima in modo teorico con il progetto "La ville dans l'espace", l'approccio formale ha trovato la sua manifestazione concreta nel 1975 con la costruzione di un insieme residenziale sovvenzionato, Walden 7. Il complesso di appartamenti comprende quattordici piani con quattrocentoquarantasei appartamenti che ne massimizzano la scala e la complessità. In un articolo per Architectural Design, Vincent Scully descrive Walden 7 come un edificio barbaramente espressionista “mezzo Gaudì, mezzo Archigram”. I moduli di appartamenti in serie, dotati di micro terrazze private connesse attraverso cortili interni molto ampi, avevano lo scopo di ripensare le case popolari.
Il Castello di Kafka è localizzato a Sant Pere de Ribes in Spagna ed è stato concepito nel 1968 ed è un omaggio a Franz Kafka. Invece di sviluppare il progetto con un sito, una pianta e un contesto, Bofill ha preferito applicare una serie di equazioni matematiche che hanno generato le posizioni dei novanta alloggi così come la posizione dell'edificio. Anche se il castello di Kafka conserva delle similitudini con i blocchi d'appartamenti tipicamente spagnoli, il disegno di questo complesso d'appartamenti è molto differente. Dei cubi prefabbricati sono assemblati secondo due equazioni matematiche che generano la loro posizione in relazione con una torre di circolazione verticale.
Muralla Roja, creata nel 1973, continua la ricerca sulla manifestazione organica della forma, imposizione di definiti criteri e condizioni, e il sito. Il colore definisce ogni funzione strutturale, servendo da segnaposto tectonico per il labirintico edificio. Nonostante il suo estetismo perfetto, Muralla Roja è un riferimento chiaro alle radici architetturali mediterranee, in particolare alle torri di ghiaia nordafricane e alle Casbah.
Il prototipo sperimentale Xanadu riflette la teoria della squadra di una città-giardino nello spazio. L'edificio vuole rappresentare un castello, manifestandosi sotto la forma della roccia Peñon di Ifach localizzata in prossimità. Il modulo possiede dettagli d'architettura locale, rampe curve ed elementi del tetto che sintetizzano i principi modernisti con l'estetica tradizionale.
All'inizio degli anni 1970, El Taller inizia a collaborare con il governo Algerino sui temi dell'urbanistica e dell'alloggio. Questo giovane lavoro in Algeria culmina due anni dopo con la costruzione del progetto del villaggio agricolo Houari Boumédienne, nella parte sud-est del paese.

### Gli anni 1970 e 1980 (Il classicismo moderno)
In armonia con gli sforzi fatti in Spagna e in Algeria, una squadra supplementare ha iniziato a lavorare a Parigi nel 1971, creando numerosi progetti per le nuove città francesi. La sede è spostata a Parigi ed El Taller sposta la sua attenzione sulla costruzione industrializzata delle case popolari e l'elaborazione di piani generali. Durante questa fase, sono incorporati negli edifici e nei progetti degli elementi simbolici, che richiamano lo stile dell'architettura monumentale francese. Bofill valutò il bisogno di una forma permanente o integrale di copertura murale per gli edifici futuri con colonne, pilastri, elementi campestri, frontoni, cornicioni e balaustre.
Nel libro auto pubblicato, Memoria-Futuro, El Taller giustifica l'utilizzo di proporzioni e forme classiche perché questo permetteva un'indagine approfondita dell'articolazione tra memoria storica e libertà, tra concezione ed espressione. Per questo ha creato un dizionario, una grammatica e un linguaggio applicabili alla composizione architetturale, “riscrivendo” il vocabolario occidentale classico.
Le proposte di alloggi urbani, La Petite Cathédrale e Les Espaces D'Abraxas, rappresentano lo spettro delle idee di case popolari integrate in questi monumenti inabitati. Les Espaces D’Abraxas approfondiscono la manipolazione delle forme classiche di architettura.
La costruzione simultanea di quattro progetti – Les Arcades du Lac e Le Viaduc a Saint-Quentin-en-Yvelines, Le Palais d'Abraxas, Le Théâtre, e L'Arc a Marne-la-Vallée, Les Echelles du Baroque a Parigi, e Antigone a Montpellier – segna uno dei periodi più prolifici di El Taller. Costruito in due decenni, il quartiere Antigone di Montpellier comprende quattro milioni di piedi quadri di sviluppo a uso molteplice. La pianificazione urbana su grande scala è tipica del Mediterraneo. Utilizzando un'architettura classica per fornire una scala umana e della proporzione, Antigone desidera rompere con la monotonia delle costruzioni prefabbricate per creare un palazzo per la gente. È il linguaggio classico ripensato e ricostruito in termini di tecnica industriale contemporanea di costruzione prefabbricata in cemento, assemblato pezzo per pezzo in un ordine discreto ancora più sistematico che in quello utilizzato nella costruzione classica, più antica, più lavorata e modellata a mano.

### Anni '90 - Oggi (Urbanismo Integrato)

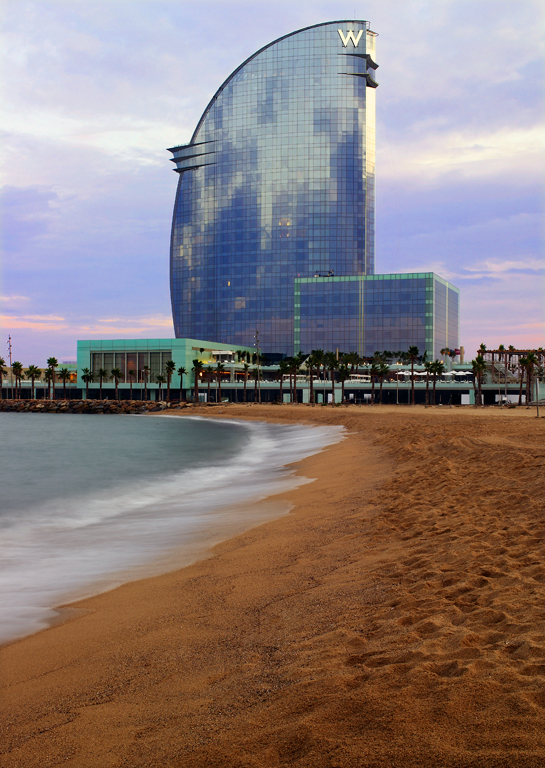
W Barcelona by Ricardo Bofill

Ricardo Bofill descrive il lavoro dell'impresa come l'andare “da un tipo di urbanismo di continuità urbana Mediterranea ed Europeo a un tipo di urbanismo Americano fatto da pezzi separati e della combinazione dei due tipi. Allo stesso tempo, il “Taller” è stato capace di adattarsi dalla scala di vicinanza al disegno di città. Ogni città, come ogni individuo, ha la sua identità e la sua personalità: questo gli fornisce un elemento chiave per il suo progetto urbano.”
El Taller lavora con rappresentanti di città e di governi ma anche con sviluppatori privati per aiutare a ripensare l'espansione delle città grazie alla struttura dei piani generali. El Taller ha anche partecipato a competizioni di piani generali su grande scala come il Boston Central Artery (arteria centrale di Boston), che è diventato il Big Dig; l'estensione della città di Mosca nel 2012 che provava a spostare il centro federale all'esterno del Cremlino e che ha raddoppiato i limiti della città; e più recentemente il Dallas Connected City Design Challenge, che prova a rigenerare il centro della città ed a collegarlo ad un nuovo parco vicino al fiume.
Ricardo Bofill nel Taller de Arquitectura usa “il [design urbano] come “strumento per l'organizzazione dello spazio”, conservando le grandi tradizioni classiche italiane e francesi nelle quali è la miscela degli usi che conferisce la forma alla città. Una strada, una piazza, un parco, sono parti essenziali del design. L'uso misto e una nuova teoria della centralità diventano le forze determinanti. Numerosi progetti chiave nelle città europee sono manifestazioni fisiche di queste ricerche: il Giardino del Túria a Valencia, Spagna La Porta sull'altopiano del Kirchberg in Lussemburgo, il Crescente localizzato sul lungomare di Salerno in Italia, sono centri urbani che sembrano moderni ma che mantengono l'organizzazione mista greco-romana dei centri delle città.
L'impresa trasferisce la stessa filosofia in tutti i continenti ma inserisce ogni cultura locale nel design. La Zona Kawazaki Plaza di Tokyo è un centro commerciale che si integra con la metropolitana ed il suo design pulito e moderno può essere interpretato stilisticamente come una riflessione sullo stile di vita rapido e ossessionato dalla tecnologia di questa cultura.
Un altro esempio è la nuova Università Politecnica Mohammad IV, che dovrebbe essere terminata nel 2014, mantiene i materiali, le forme e le decorazioni tradizionali islamiche dell'architettura marocchina ma le trasforma attraverso un uso progressivo delle proporzioni e dei progetti. Questo pone l'accento sull'intenzione dell'Università di spingere l'innovazione all'interno della sua cultura e del suo popolo.
Sin dagli anni ‘80 e ‘90, la maggior parte del lavoro del Ricardo Bofill Taller de Arquitectura si fonda nel criticismo regionale, stile per il quale l'impresa si è fatta conoscere. Si tratta di un derivato del Classicismo – mentre l'essenziale di queste costruzioni è orientato verso la tecnologia e l'efficacia dell'acciaio, El Taller continua a utilizzare le proporzioni del classico nella composizione di ogni struttura.
77 West Wacker Drive, creato nel 1992, è attualmente la sede di United Airlines a Chicago, ed è stato disegnato per somigliare ad un tempio Greco, stirato nella forma di un grattacielo. La torre contiene tutti gli elementi di una colonna classica – formando una base, un'espansione verticale e una corona. In modo simile, la sede parigina di BNP Paribas mantiene la forma classica di un tempio ma è interamente costruita in vetro e in acciaio.
Molti dei progetti recenti di El Taller mantengono le proporzioni classiche accentuando al contempo le rappresentazioni culturali, funzionali e tecnologiche. La sede di Shiseido, nel cuore del Quartiere di Ginza a Tokyo, è disegnata per essere sia un riflesso dell'identità del marchio che una costruzione tradizionale giapponese. A Barcellona, l'Hotel W Barcelona, comunemente conosciuto con il nome di “La Vela” mischia anche questa diversità.
Il recente completamento del Terminal 1 dell'aeroporto di Barcellona, attraverso il suo design nell'utilizzo del vetro e dell'acciaio, massimizza i bisogni operativi e di efficacia energetica per un terminal di un aeroporto internazionale.
Mentre il Ricardo Bofill Taller de Arquitectura lavora su differenti tipi di progetti, da piani generali a residenze di lusso, il nucleo centrale del suo business e dei suoi interessi rimangono le case popolari, che continua a costruire in tutto il mondo. El Taller utilizza sempre il modulo prefabbricato come strumento per edificare grandi quantità di alloggi continuando allo stesso tempo di utilizzare "delle composizioni classiche per risolvere la monotonia del prefabbricato, come si è potuto vedere al The Hague's Monchyplein dell'Aia, o in numerosi nuovi progetti in Russia.

## Premi e Ricompense
- 2009: Premio d'architettura Vittorio de Sica
- 2009: Premio d'Eccellenza per l'insieme delle Opere. The Israelí Building Center
- 1996: Membro d'onorario del Bund Deutscher Architekter (BDA) Bonn, Germania
- 1995: Dottorato Honoris Causa, Università di Metz, Francia
- 1989: Premio d'Architettura in Belgio, Ordine degli Architetti Consiglio del Brabant, Bruxelles.
- 1989: Premio d'Architettura di Chicago, Illinois Council/American Institute of Architects/Architectural Record, Chicago, Stati-Uniti.
- 1989: Premiato dall'Accademia Internazionale di Filosofia dell'Arte, Berna, Svizzera.
- 1985: Membro onorario dell'Istituto Americano degli Architetti.
- 1984: Ufficiale dell'ordine delle Arti e delle Lettere, Ministero della Cultura, Parigi, Francia.
- 1980: Premio d'Architettura della città di Barcellona per il rinnovo della fabbrica di cemento di Sant Just Desvern, Barcellona, Spagna.
- 1979: Architetto autorizzato dall'ordine nazionale degli Architetti, Parigi, Francia.
- 1978: Premio Internazionale A.S.I.D. (American Society of Interior Designers), New York.
- 1968: Dottorato Fritz Schumacher Honoris Causa, Università di Amburgo, Germania

## Progetti selezionati

### Commerciali
- DESIGUAL HEADQUARTERS, Barcellona, Spagna. Realizzato nel 2012
- W HOTEL, Barcellona, Spagna. Realizzato nel 2010
- CONGRESS CENTRE KONSTANTINOVSKY, San Pietroburgo, Russia. Progetto 2009
- SHANGRILA HOTEL. Pechino, China. Realizzato nel 2008
- FUNCHALCENTRUM, Funchal, Isola di Madeira, Portogallo. Realizzato nel 2007
- LAZONA, Kawasaki Plaza, Giappone. Realizzato nel 2006
- A CORUÑA CONVENTION & EXHIBITION CENTER. Spagna. Realizzato nel 2005
- ATRIUM SALDANHA, Lisbona, Portogallo. Realizzato nel 1998
- FNAC AT LA ILLA DIAGONAL, Barcellona, Spagna. Realizzato nel 1996
- STEFANEL SHOPS, Roma, Milano, Torino, Bologna e Rimini, Italia. Realizzato nel 1994
- MADRID CONGRESS CENTER, Spagna. Realizzato nel 1993
- MERCURE HOTEL, Montpellier, Francia. Realizzato nel 1992
- UNITED ARROWS, Tokyo, Giappone. Realizzato nel 1992
- DOMAINE CHATEAU LAFITE-ROTHSCHILD, Pauillac, Francia. Realizzato nel 1986

### Uffici
- TOMORROW PLAZA, Shenyang, Cina. Concepito nel 2013
- KARLIN HALL, Praga, Repubblica Ceca. Realizzato nel 2013
- SIGNATURE TOWER III, Gurgaon, India. Concepito nel 2012
- CORSO II, Praga, Repubblica Ceca. 2008
- LA PORTE, Lussemburgo. Realizzato nel 2005
- LOGISTICS PARK OFFICE COMPLEX, Barcellona, Spagna. Realizzato nel 2002
- CARTIER HEADQUARTERS, Parigi, Francia. Realizzato nel 2002
- CITADEL CENTRE, Chicago, Stati-Uniti. Realizzato nel 2003
- NEXUS II, Barcellona, Spagna. Realizzato nel 2002
- SHISEIDO BUILDING, Tokyo, Giappone. Realizzato in 2001
- CORSO KARLIN, Praga, Repubblica Ceca. Realizzato nel 2000
- KARLIN PALACE, Praga, Repubblica Ceca. Realizzato nel 1999
- 180 NORTH LASALLE, Chicago, Stati-Uniti. Realizzato nel 1999
- CASABLANCA TWIN CENTER. Casablanca. Realizzato nel 1998
- BANQUE PARIBAS, Parigi, Francia. Realizzato nel 1997
- AXA HEADQUARTERS, Parigi, Francia. Realizzato nel 1999
- AYOHAMA PALACIO, Tokyo, Giappone. Realizzato nel 1998
- HUBBER LABORATORIES OFFICE BUILDING, Barcellona, Spagna. Realizzato nel 1993
- HOTEL COSTES K, Parigi, Francia. Realizzato nel 1993
- G.A.N. OFFICES, Parigi, Francia. Realizzato nel 1992
- CHRISTIAN DIOR HEADQUARTERS, Parigi, Francia. Realizzato nel 1992
- UNITED BUILDING, Chicago, Stati-Uniti. Realizzato nel 1992
- TALLER DE ARQUITECTURA OFFICES, Parigi, Francia. Realizzato nel 1991
- DECAUX OFFICES, Parigi, Francia. Realizzato nel 1991
- SWIFT HEADQUARTERS, La Hulpe, Belgio. Realizzato nel 1989
- ROCHAS HEADQUARTERS, Parigi, Francia. Realizzato nel 1987
- RICARDO BOFILL TALLER DE ARQUITECTURA HEADQUARTERS, Sant Just Desvern, Spagna. Realizzato nel 1975

### Infrastrutture Di Trasporto
- T1 AT BARCELONA AIRPORT. Spagna. Realizzato nel 2009.
- MARITIME STATION, Savona, Italia. Realizzato nel 2003
- MODULE 5 AT BARCELONA AIRPORT, Spagna. Realizzato nel 2003
- EXTENSION TO MALAGA AIRPORT, Spagna. Realizzato nel 2000
- EXTENSION TO BARCELONA AIRPORT, Spagna. Realizzato nel 1992
- BOLOGNA HIGH SPEED STATION, Italia. Progetto 1993-1998

### Piani Generali
- SALERNO SEA FRONT, Salerno, Italia. Concepito nel 2014
- MOSCOG AGGLOMERATION, Russia. Competizione 2013
- VILLAREAL DE SANTO ANTONIO, Portogallo. Progetto 2011
- BIBIREVO MICRORAYON, Mosca, Russia. Progetto 2009
- BARCELONA NEW PORT MOUTH, Spagna. Realizzato nel 2009
- COLOMBO'S RESORT, Isola di Porto Santo, Portogallo. Progetto 2001-2007
- PORT OF SAVONA, Italia. Realizzato nel 2005
- MONCHYPLEIN, L'Aia, Olanda. Realizzato nel 2004
- ANTIGONE QUARTER, Montpellier, Francia. Realizzato nel 1999
- SAN JUAN DE PUERTO RICO. Progetto 1999
- LA PLACE DE L'EUROPE, Lussemburgo. Realizzato nel 1998
- PLATEAU KIRCHBERG, Lussemburgo. Realizzato nel 1998
- PORT OF KOBE, Giappone. Progetto 1991
- BOSTON ARTERY, Stati-Uniti. Competizione 1988
- AGRICULTURAL VILLAGE HOUARI BOUMEDIENNE, Abadla, Algeria. Realizzato nel 1980
- LES HALLES, Parigi, Francia. Progetto 1975

### Infrastructures Culturelles Et Sportives
- UNIVERSITY MOHAMMED VI, Benguerir, Marocco. Concepito nel 2014
- MIGUEL DELIBES CULTURAL CENTER, Valladolid. Realizzato nel 2007
- OLYMPIC SWIMMING, Montpellier, Francia. Realizzato nel 1996
- NATIONAL INSTITUTE FOR SPORTS AND PHYSICAL EDUCATION, Barcellona, Spagna. Realizzato nel 1991
- SHEPHERD SCHOOL OF MUSIC, Houston, Stati-Uniti. Realizzato nel 1991
- L'ARSENAL, Metz, Francia. Realizzato nel 1989
- THE SANCTUARY OF MERITXELL, Andorra. Realizzato nel 1977
- NATIONAL THEATRE OF CATALONIA, Barcellona, Spagna. Realizzato nel 1997

### Amenagements Paysagers
- MANZANARES PARK. Madrid, Spagna. Realizzato nel 2003
- L'AIRE DES VOLCANS, Clermont Ferrand, Francia. Realizzato nel 1991
- TURIA GARDENS, Valencia, Spagna. Realizzato nel 1988
- AIGUERA PARK, Benidorm, Spagna. Realizzato nel 1987
- MARCA HISPANICA, Le Perthus, Frontiera Franco-spagnola. Realizzato nel 1976

### Abitazioni
- SUPERSHINE UPPER EAST SIDE, Pechino, Cina. Realizzato nel 2008
- APARTMENT TOWER, Savona, Italia. Realizzato nel 2007
- THE REFLECTIONS, Pechino, Cina. Realizzato nel 2007
- MONCHYPLEIN, L'Alia, Olanda. Realizzato nel 2004
- PLATINUM TOWER, Beirut, Lebanon. Progetto 2003
- MARITIME FRONT BLOCK. Barcellona, Spagna. Realizzato nel 2002
- WEIDERT HOUSING COMPLEX, Lussemburgo. Realizzato nel 1999
- PA SODER CRESCENT, Stoccolma, Svezia. Realizzato nel 1992
- LE PORT JUVENAL, Montpellier, Francia. Realizzato nel 1989
- LES ECHELLES DE LA VILLE, Montpellier, Francia. Realizzato nel 1987
- LES TEMPLES DU LAC, St. Quentin en Yvelines, Francia. Realizzato nel 1986
- LES ECHELLES DU BAROQUE, Parigi, Francia. Realizzato nel 1985
- BELVEDERE SAINT CHRISTOPHE, Città Nuova di Cergy-Pontoise, Francia. Realizzato nel 1985
- LA PLACE DU NOMBRE D'OR, Montpellier, Francia. Realizzato nel 1984
- LA MANZANERA, Calpe, Spagna. Realizzato nel 1982
- LES ESPACES D'ABRAXAS, Marne-la-Vallée, Francia. Realizzato nel 1982
- LES ARCADES DU LAC, St. Quentin en Yvelines, Francia. Realizzato nel 1981
- WALDEN 7, Sant Just Desvern, Spagna. Realizzato nel 1974
- BARRIO GAUDI, Reus, Spagna. Realizzato nel 1970
- KAFKA'S CASTLE, Sitges, Spagna. Realizzato nel 1968
- APARTMENT BUILDING, Nicaragua 99, Barcellona, Spagna. Realizzato nel 1965.
- APARTMENT BUILDINGS, Bach 4, Barcellona, Spagna. Realizzato nel 1965
- APARTMENT BUILDING, Bach, 28, Barcellona, Spagna. Realizzato nel 1963

### Governo
- HEADQUARTERS OF LANGUEDOC-ROUSSILLON GOVERNMENT, Montpellier, Francia Realizzato en 1988